# Zinnia violacea
Zinnia violacea (syn: Zinnia elegans) är en art av korgblommiga växter. Växtens ursprung är troligtvis Mexiko. Vilda populationer (kanske introducerad av människan) finns även i Centralamerika, på västindiska öar och i Bolivia.